# Semjon Spiridonowitsch Ramischwili

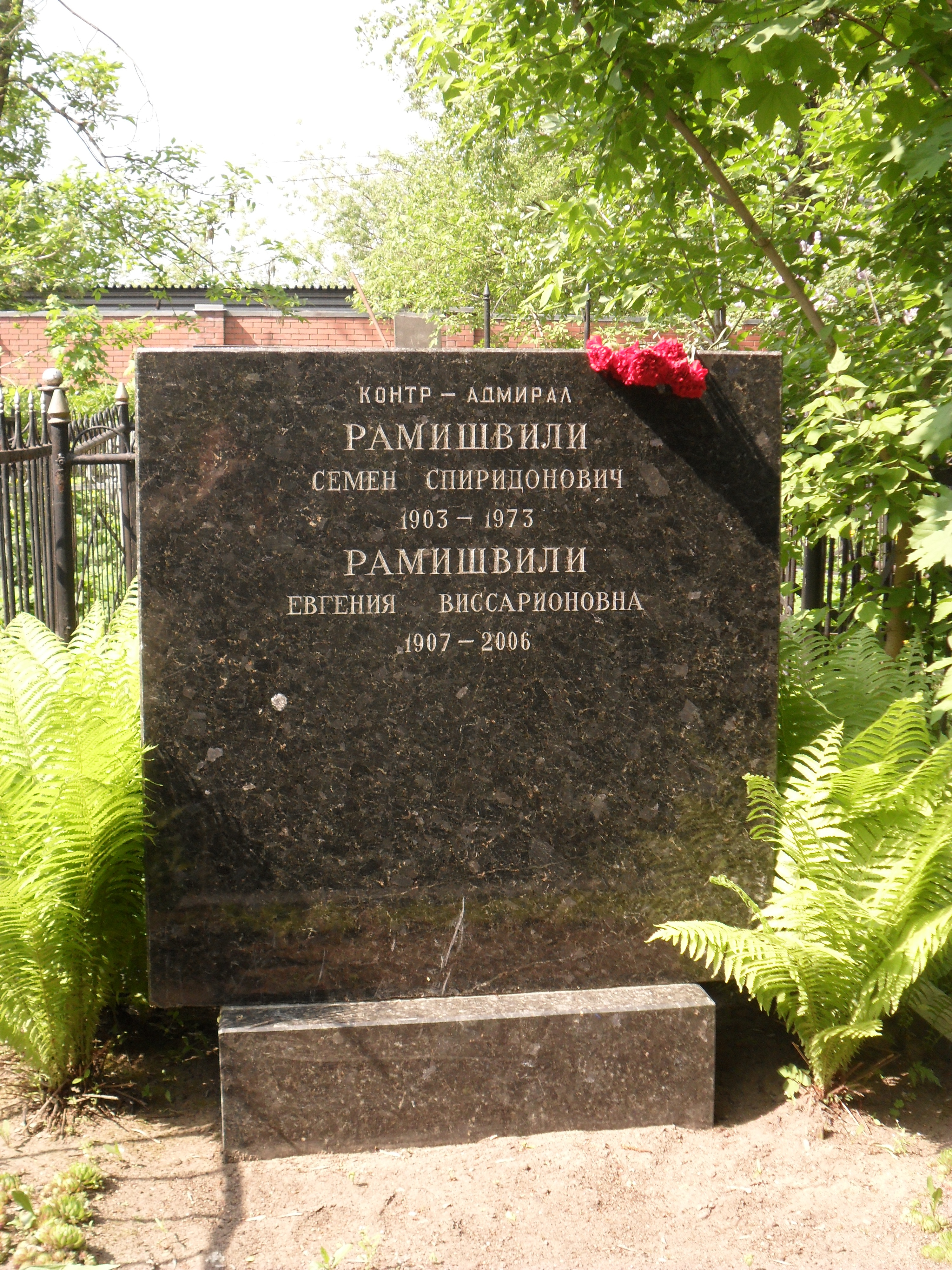
Grab Ramischwilis auf dem Wagankowoer Friedhof in Moskau

Semjon Spiridonowitsch Ramischwili (georgisch სიმონ რამიშვილი, russisch Семён Спиридонович Рамишвили; * 18. Augustjul. / 31. August 1903greg. im Dorf Semo Surebi, Region Gurien, Georgien; † 20. September 1973 in Moskau) war ein sowjetischer Konteradmiral. Er war von 1951 bis 1961 der 7. Kommandeur der Kaspischen Höheren Offiziersschule der Sowjetischen Seekriegsflotte in Baku.

## Leben
Ramischwili trat 1922 in die sowjetische Seekriegsflotte ein und wurde im selben Jahr Mitglied der KPdSU. Er absolvierte 1923 die Seekriegsschule in Batumi und 1925 in Leningrad. Nach einer Dienstzeit von 1925 bis 1926 auf dem Kanonenboot Markin, besuchte er von 1926 bis 1927 Speziallehrgänge der Artillerie und diente anschließend als Artillerieoffizier auf dem Kanonenboot Rotes Aserbaidschan. Von 1931 bis 1933 war er Chef der operativen Abteilung der Kaspischen Flottille und absolvierte von 1933 bis 1937 die Kommandofakultät der Seekriegsakademie. Während des spanischen Bürgerkrieges beriet er von 1936 bis 1939 die Führung der republikanischen Flotte in Cartagena. Als Dozent der Lehrstuhls für operative Kunst lehrte er von 1938 bis 1939 an der Seekriegsakademie. Nach kurzer Verwendung als Stabschef der Baltischen Flotte von Mai bis Juni 1939, als stellvertretender Stabschef der Baltischen Flotte von Juni bis November 1939 und als Kommandeur der Seekriegsbasis Kronstadt von November bis Dezember 1939 war Kapitän zur See Ramischwili während des Winterkrieges (1939–1940) als Abteilungskommandeur für die Einnahme der Inseln Seskar und Peninsaari im Finnischen Meerbusen verantwortlich.
Nach einer Verwendung als Kommandeur der Seekriegsschule M.W. Frunse war er zu Beginn des Deutsch-Sowjetischen Krieges Kommandeur einer Offiziersschülerbrigade, von der zwei Bataillone im Gebiet Kingissepp-Narva bereits im Juli 1941 in Kämpfe involviert waren. Der im Mai 1941 zum Konteradmiral ernannte Ramischwili war von August 1941 bis März 1944 Chef der Lehreinrichtungsverwaltung der Seekriegsflotte. 1945 war er Vorsitzender der Beschaffungskommission an der Westküste der USA.
Nach Ende des Zweiten Weltkrieges beschäftigte er sich mit der Abrüstung und Demilitarisierung Japans. Von März 1951 bis November 1961 war er Kommandeur der Kaspischen Seekriegsschule (KWWMKU) in Baku. Im Dezember 1961 wurde er in den Ruhestand versetzt.

## Auszeichnungen (Auswahl)
- Orden des Roten Sterns (1937)
- Rotbannerorden (1937, 1944, 1945, 1951)
- Orden des Roten Banners der Arbeit (1944)
- Nachimoworden 2. Klasse (1945)
- Orden des Vaterländischen Krieges I. Klasse (1945)
- Leninorden (1946)

## Veröffentlichungen
- S. S. Ramischwili: Мы – интернационалисты: Воспоминания советских добровольцев – участников национально-революционной войны в Испании. In: Морские ворота Республики. Moskau 1975, S. 85–95, 285.
- S. S. Ramischwili: Мы – интернационалисты: Воспоминания советских добровольцев – участников национально-революционной войны в Испании. In: Морские ворота Республики. 2. Auflage. Politizdat, Moskau 1986, S. 124–132, 363.